# 湯怡
湯怡（英語：Kathy Yuen，1987年10月17日—），本名袁家怡，香港女演員及模特兒，現為英皇娛樂集團旗下藝人。

## 簡歷
湯怡從小與家人同住馬鞍山居屋，在管教嚴厲的家庭長大，曾就讀保良局莊啟程小學（2000年畢業）及保良局胡忠中學（2005年中五畢業），之後轉到香港中國婦女會馮堯敬紀念中學（2007年中七畢業）繼續完成預科課程。她原是業餘雜誌模特兒，2006年因參加《美女廚房》「美少女廚神選舉」環節，以及外型與女藝人黎姿相似，而獲傳媒冠以「少女黎姿」綽號，除了為其帶來名氣，亦獲無綫電視邀請，與黎姿合作拍攝電視劇《寫意人生》，飾演「任芝華（青年）」一角；翌年則簽約成為英皇娛樂旗下藝人。當時公司認為她名字普通，故此給予二擇其一的藝名「冰潔」、「湯怡」，最終選了跟真名相近的「湯怡」，並獲安排學習唱歌和多次做試音歌手，但未能符合要求，遂改於英皇娛樂台擔任主持、客串或擔演電影配角。
2007 - 2019年間，湯怡主要拍攝劇集、電影，音樂錄像和擔任廣告模特兒，且向甄詠蓓學戲；2012 - 2014年曾考慮轉行，卻獲邀加入香港電視拍劇，2018年在《某日某月》中首次擔演女主角。2019年，她開始兼職 Youtuber，分享健身方法及生活資訊；2020年於無綫電視劇集《反黑路人甲》裡，飾演「蘇芷珊」一角而再受注目，更獲網民稱為「最強眼鏡娘」。隨後，她繼2012年愛情電影《天生愛情狂》以來，第二次獲葉念琛挑選參與其作品《致命24小時》，主演「阿寶」一角。2021年5月底，她成立自家烘焙品牌「KAKAchevve」，投資逾十萬店開設網店及實體店。

## 感情生活
湯怡曾與同公司歌手洪卓立拍拖11年，2013年11月兩人公開戀情，但於2018年11月13日透過社交媒體 Instagram 共同宣布分手，原因是為了雙方事業和將來可以更好。2021年1月25日，她與藝人麥秋成於 Instagram 上宣布當日排期註冊結婚，並透露已懷孕三個月，以及定於2月26日在陽明山莊舉行婚禮；6月18日則誕下一名女兒，乳名為「麥 QQ」。

## 演出作品

### 電影
| 年份   | 電影名稱             | 角色名稱       |
| ------ | -------------------- | -------------- |
| 2007年 | 《戲王之王》         | 小曼           |
| 2008年 | 《惡男事件》         | 美芝           |
| 2008年 | 《內衣少女》         | Celine         |
| 2009年 | 《新宿事件》         | 靜子           |
| 2010年 | 《抱抱俏佳人》       | Vivian         |
| 2010年 | 《翡翠明珠》         | 婉公主         |
| 2012年 | 《天生愛情狂》       | 阿怡           |
| 2012年 | 《紮職》             | 阿怡           |
| 2013年 | 《哭喪女》           | 靈             |
| 2013年 | 《第一次不是你》     | 黃志強露營朋友 |
| 2015年 | 《我們停戰吧》       | 葉家家         |
| 2016年 | 《選老坐》           | 酒吧侍應       |
| 2016年 | 《寒戰II》           | Ceci           |
| 2016年 | 《3條友飲醉走》      | Cherry         |
| 2016年 | 《失心者》           | 黄靈           |
| 2017年 | 《29+1》             | 林若君閨密     |
| 2018年 | 《某日某月》         | 王子月         |
| 2018年 | 《靈魂電台》         | 奈美樂         |
| 2019年 | 《你咪理，我愛你！》 | 琪琪           |
| 2019年 | 《廉政風雲 煙幕》    | 芷晴           |
| 2020年 | 《死因無可疑》       | 文惠儀         |
| 2022年 | 《給我1天》          | Joyce          |
| 2022年 | 《致命24小時》       | 阿寶           |
| 2022年 | 《神探大戰》         | 楊麗           |
| 2023年 | 《女子監獄》         | Jessie         |

### 微電影
| 年份   | 電影名稱         | 角色名稱 |
| ------ | ---------------- | -------- |
| 2013年 | 《歲月如歌》     | Kathy    |
| 2014年 | 《草根泥樹頂花》 | 阿怡     |

### 音樂電影
| 年份   | 電影名稱     | 角色名稱 |
| ------ | ------------ | -------- |
| 2008年 | 《彌敦道》   |          |
| 2010年 | 《你好嗎》   |          |
| 2015年 | 《找對的人》 |          |
| 2015年 | 《靈魂相認》 | 太太     |

### 電視劇
| 年份                            | 劇集名稱                                        | 角色名稱                             |
| ------------------------------- | ----------------------------------------------- | ------------------------------------ |
| 無綫電視                        |                                                 |                                      |
| 2007年                          | 《寫意人生》                                    | 任芝華（青年）                       |
| 2020年                          | 《反黑路人甲》                                  | 蘇芷珊（Cherry）                     |
| 香港電台電視部、港台電視31、31A |                                                 |                                      |
| 2007年                          | 《性本善》（第四集「老而不」）                  | Ivy                                  |
| 2009年                          | 《現代婚姻物語》「後25的少女心事」              | Kathy                                |
| 2010年                          | 《潮爆香港》（第四集《朋友篇》）                | 林小珍、陳珍妮、陳楚君               |
| 2011年                          | 《手語隨想曲》（第七集《也許工作很難》）        | 神秘少女                             |
| 2012年                          | 《賭海迷徒》（單元《男友愛下注》）              | Christy                              |
| 2015年                          | 《證義搜查線3》（單元：守業「董事會管理不善」） | Tina                                 |
| 2015年                          | 《同行者：外星人》                              | Maggie                               |
| 2016年                          | 《女人多自在5：距離·幸福》                      | Gina                                 |
| 香港電視網絡                    |                                                 |                                      |
| 2014年                          | 《警界線》                                      | 傅佩妍（Rachel）                     |
| 2015年                          | 《我阿媽係黑玫瑰》                              | 戴安娜（Anna） ／ 戴安琪（Angelina） |
| 2015年                          | 《導火新聞線》                                  | 劉淑貞（Flora）                      |
| 2015年                          | 《還來得及再愛你》                              | 花紫芊（Aderlina）                   |
| 2015年                          | 《末日+5》                                      | Ceci                                 |
| 2015年                          | 《夜班》                                        | 陳雅妍（Aka）                        |
| 2015年                          | 《開腦儆探》                                    | 唐小柔                               |
| ViuTV                           |                                                 |                                      |
| 2016年                          | 《瑪嘉烈與大衛系列 綠豆》                       | Candy                                |
| Viu                             |                                                 |                                      |
| 2023年                          | 《轉角浣紗街》                                  | Sylvia                               |
| 內地                            |                                                 |                                      |
| 2011年                          | 《大唐女巡按》                                  | 朱月仙                               |
| 2011年                          | 《武則天秘史》                                  | 賀蘭敏月                             |
| 2011年                          | 《傷情》                                        | 夏慕雲                               |
| 2013年                          | 《財神有道》                                    | 靈兒                                 |
| 2024年                          | 《太阳星辰》                                    | 钟怡                                 |
| 香港                            |                                                 |                                      |
| 2017年                          | 《反黑》                                        | 葉巧兒                               |

### 電視節目
| 年份          | 節目名稱               | 備註                                            |
| ------------- | ---------------------- | ----------------------------------------------- |
| Now TV 觀星台 |                        |                                                 |
| 2012年        | 《Feel. 純搞作》       | 第1集（與衞詩雅、陳家樂擔任嘉賓）               |
| 無綫電視      |                        |                                                 |
| 2012年        | 《愛就結婚吧！》第二季 | 與衞詩雅擔任主持                                |
| 2012年        | 《姊妹淘》             | 第二輯 第27集（與樊亦敏、張秀文擔任嘉賓）       |
| 2017年        | 《今日VIP》            | 8月17日（與麥子樂擔任嘉賓）                     |
| 2018年        | 《今日VIP》            | 5月25日（與劉偉恒擔任嘉賓）                     |
| 2018年        | 《兄弟幫》             | 第2109、2110集（與鄭丹瑞擔任嘉賓）              |
| 2020年        | 《流行經典50年》       | 第29集（與《反黑路人甲》主要演員擔任嘉賓）      |
| 2020年        | 《娛樂大家》           | 第四輯 第5集（與陳家樂擔任嘉賓）                |
| 2020年        | 《歡樂滿東華2020》     | 固定演出                                        |
| 2021年        | 《思家大戰》           | 第2集（與陳家樂、曾樂彤、吳浩康及泳兒擔任嘉賓） |
| 2021年        | 《男神廚房》           | 第1 - 3集（與胡定欣擔任嘉賓）                   |
| 有線電視      |                        |                                                 |
| 2013年        | 《空間大改造5》        | 嘉賓                                            |
| 2013年        | 《潮玩潮食》           | 3月27日嘉賓                                     |

### 音樂錄像
| 歌手      | 歌曲名稱 |
| --------- | --- |
| Sun Boy'z | 《衝浪男孩》（2007年）、《初次約會》（2007年） |
| 關智斌    | 《東京特急》（2006年）、《無字天書》（2007年）、《Book B》（2007年）                                                                                            |
| Twins     | 《熱浪假期》（2006年）、《愛情突擊》（2007年） |
| 洪卓立    | 《彌敦道》（2007年）、《男孩看見野玫瑰》（2008年）、《你好嗎》（2010年）、 《啞巴》（2012年）、《蕭邦也彈不出我的難過》（2012年）、《找個懂我的女孩》（2012年） |
| 鍾舒漫    | 《大女生小往事》（2012年） |
| 蔡卓妍    | 《幸福空氣》（2009年） |
| 林峯      | 《我們很好》（粵語版）（2010年） |
| 狄易達    | 《乘著光影戀愛》（2012年） |
| 張敬軒    | 《靈魂相認》（2014年）、《找對的人》（2015年） |

### 音樂特輯
| 年份   | 音樂特輯名稱 | 備註             |
| ------ | ------------ | ---------------- |
| 2008年 | 《藍兒本色》 | 無綫電視、王祖藍 |

### 廣告
| 年份   | 廣告                                                                             | 合作藝人               |
| ------ | -------------------------------------------------------------------------------- | ---------------------- |
| 2006年 | 網絡遊戲《古龍8.0百年好合》                                                      |                        |
| 2007年 | 柏麗絲洗頭水及啫喱水（內地）                                                     |                        |
| 2007年 | 中銀信用卡 × 豐澤電器宣傳推廣                                                    | 洪卓立                 |
| 2007年 | 大快活（電視及平面廣告）                                                         | 泳兒、鍾舒漫           |
| 2008年 | 莎莎化粧品（平面廣告）                                                           |                        |
| 2008年 | 元綠壽司                                                                         | 洪卓立                 |
| 2008年 | 香港中華煤氣 - 吃菜篇                                                            | 關智斌、余健志         |
| 2008年 | 香港中華煤氣 - 網頁篇                                                            | 關智斌                 |
| 2009年 | 《2009年度香港小姐競選》宣傳片                                                   |                        |
| 2009年 | 精彩未來·有 SAY 有 WAY(第十集) (2009-07-31)                                      | 江梓瑋、陳偉霆、HotCha |
| 2009年 | 夢之航道 Online                                                                  |                        |
| 2010年 | Bossini be Happy                                                                 | 陳偉霆                 |
| 2010年 | 加衛苗子宮頸癌疫苗                                                               |                        |
| 2011年 | Mask House                                                                       | 李悅彤                 |
| 2011年 | 百老匯電器 - NIKON D7000、Samsung Series、VTech 篇                               | 鄭家維                 |
| 2012年 | 佐丹奴國際《O！COOL！》別注潮恤衫系列                                            | 古巨基、童星 Catelyn   |
| 2013年 | PCCW-HKT（電訊盈科） × Sony Xperia Z 天機天使                                    |                        |
| 2013年 | PCCW-HKT × 三星Galaxy S4 天機天使                                                |                        |
| 2013年 | 百老匯電器 - Tresor Paris ISL 鑽石手錶                                           | 張致恆                 |
| 2013年 | 飛雪 - 植物樽                                                                    | 古巨基                 |
| 2013年 | 百老匯電器 - 科技生活日誌                                                        |                        |
| 2014年 | 百老匯電器 - 閃亮生活之悠閒篇、清新篇                                            | 張致恆                 |
| 2015年 | 百老匯電器 - 快樂綻放之簡約生活篇、清新悠閒篇                                    | 許靖韻                 |
| 2016年 | 康業信貸快遞 - 舞出夢想                                                          | 高俊文、惠英紅         |
| 2016年 | 百老匯電器 - Hello Spring：雙星仙子 × 瑰珀翠（三菱電機、福庫、LG電子、飛利浦）   |                        |
| 2016年 | 百老匯電器 - Love Summer：雙星仙子 × 瑰珀翠（日立 、惠而浦、百靈、三星、SIXPAD） |                        |
| 2017年 | 四洲集團 - 夾心紫菜                                                              |                        |
| 2017年 | 白蘭氏 - 【矛盾小女子】 湯怡的微幸福健康之道                                     |                        |
| 2017年 | 百老匯電器 - 識揀一定係咁揀之靚太篇                                              |                        |
| 2018年 | 康業信貸快遞 - 我們對樓按貸款的客戶無所不知（吳老闆、林小姐）                    |                        |
| 2018年 | 康業信貸快遞 - 我們對樓按貸款的客戶無所不知（吳老闆、鄧先生）                    |                        |
| 2019年 | 全清高纖粉 - 輕養生 • 排毒 • 修身 • 護心                                         |                        |
| 2019年 | 玉泉汽水 - Schweppes +C 減糖超過40% 依然咁好味                                   |                        |
| 2019年 | DPM．睡對點                                                                      |                        |
| 2020年 | 英皇珠寶中式足金婚嫁系列                                                         | 陳家樂                 |
| 2020年 | 政府資訊科技總監辦公室 - 「智方便」一站式個人化數碼服務平台（iAM Smart）         | 陳家樂                 |
| 2022年 | 香港入境事務處 － 電子化申請簽證服務                                             |                        |

## 音樂作品

### 歌曲
| 年份   | 歌曲名稱           | 備註                                       |
| ------ | ------------------ | ------------------------------------------ |
| 2014年 | 《站在草根裡的人》 | 微電影《草根泥樹頂花》主題曲、與梁奕藍合唱 |

## 曾獲獎項
- 2021年：《YAHOO!搜尋人氣大獎2020》「人氣急星獎」[29]

## 資料來源
1. ↑  . 明報 OL 網. 2018-02-08  [2021-01-26]. （原始内容存档于2021-04-11）.
2. ↑  . 經濟一週. 2018-08-17  [2021-01-26]. （原始内容存档于2020-09-23）.
3. ↑  . 香港經濟日報. 2021-01-25  [2021-01-26]. （原始内容存档于2021-04-28）.
4. ↑  . 東網. 2017-10-10  [2018-04-23]. （原始内容存档于2018-04-23）.
5. ↑  . 成報. 2018-04-08  [2018-04-23]. （原始内容存档于2018-04-23）.
6. ↑  . 流動新聞. 2020-06-22  [2021-01-26]. （原始内容存档于2021-02-02）.
7. ↑  . 香港經濟日報. 2015-10-03  [2018-04-23]. （原始内容存档于2019-04-27）.
8. ↑  . MenClub. 2018-08-08  [2020-09-05]. （原始内容存档于2018-09-15）.
9. ↑  . 東網. 2019-07-24  [2021-01-26].
10. 1 2 3 4  . 香港經濟日報. 2018-05-04  [2021-01-26]. （原始内容存档于2021-04-16）.
11. ↑  . 頭條日報. 2020-08-17  [2021-01-26].
12. 1 2 3  . 明報 OL 網. 2020-09-05  [2021-01-26]. （原始内容存档于2021-04-18）.
13. ↑  . 香港經濟日報. 2020-08-11  [2021-01-26]. （原始内容存档于2021-04-22）.
14. ↑  . ELLE（香港）. 2018-06-04  [2021-01-26]. （原始内容存档于2021-01-25）.
15. ↑  . Zip Magazine. 2018-07-10  [2020-09-05]. （原始内容存档于2018-08-25）.
16. ↑  . 星島日報. 2018-05-18  [2021-01-26].
17. ↑  . 明報周刊. 2020-08-14  [2021-01-26]. （原始内容存档于2020-11-07）.
18. ↑  . 晴報. 2020-08-27  [2020-09-02]. （原始内容存档于2020-09-03）.
19. ↑  . 明報周刊. 2020-08-27  [2021-01-26]. （原始内容存档于2021-03-07）.
20. ↑  . 文匯報. 2020-08-28  [2021-01-26]. （原始内容存档于2021-04-21）.
21. ↑  . 東網. 2021-05-04  [2021-05-04]. （原始内容存档于2021-05-06）.
22. ↑  . 香港蘋果日報. 2018-11-13  [2018-11-13]. （原始内容存档于2018-11-14）.
23. ↑  . 東網. 2018-11-13  [2018-11-13]. （原始内容存档于2018-11-14）.
24. ↑  . 香港01. 2021-02-26  [2021-02-26]. （原始内容存档于2021-08-07）.
25. ↑  . 明報 OL 網. 2021-02-26  [2021-02-26]. （原始内容存档于2021-02-26）.
26. ↑  . 中國報. 2021-06-20  [2021-06-20]. （原始内容存档于2021-06-24）.
27. ↑  . 香港經濟日報. 2021-06-20  [2021-06-20]. （原始内容存档于2021-06-24）.
28. ↑  . 明報. 2006-06-29  [2021-01-26].[]
29. ↑  . 雅虎香港. 2021-01-27  [2021-01-27]. （原始内容存档于2021-02-01）.

## 外部連結
- 湯怡的Facebook專頁
- 湯怡的新浪微博
- 湯怡的Instagram帳戶
- 湯怡的YouTube Channel （页面存档备份，存于）
- 大洪小怡 - YouTube
- 湯怡在香港影庫上的簡介